# Comuna Vallentuna
Vallentuna (Vallentuna kommun) este o comună din comitatul Stockholms län, Suedia, cu o populație de 31.616 locuitori (2013).

## Geografie

### Zone urbane
Lista celor mai mari zone urbane din comună (anul 2015) conform Biroului Central de Statistică al Suediei:
| Nr | Zona urbană                     | Pop.   |
| -- | ------------------------------- | ------ |
| 1  | Vallentuna                      | 31.937 |
| 2  | Lindholmen                      | 1.146  |
| 3  | Karby                           | 853    |
| 4  | Kårsta                          | 502    |
| 5  | Ekskogen, Älgeby și Långsjötorp | 333    |
| 6  | Johannesudd                     | 281    |
| 7  | Ekskogen                        | 277    |
| 8  | Brottby                         | 224    |

## Demografie
| \| Evoluția demografică în comuna Vallentuna, 1970–2015 \| Evoluția demografică în comuna Vallentuna, 1970–2015 \| Evoluția demografică în comuna Vallentuna, 1970–2015 \| Evoluția demografică în comuna Vallentuna, 1970–2015 \| Evoluția demografică în comuna Vallentuna, 1970–2015 \| \| ----------------------------------------------------------------------------------------------------- \| ---------------------------------------------------- \| ---------------------------------------------------- \| ---------------------------------------------------- \| ---------------------------------------------------- \| \| An \| \| \| Locuitori \| \| \| 1970 \| 1970 \| \| 12711 \| 12711 \| \| 1975 \| 1975 \| \| 14886 \| 14886 \| \| 1980 \| 1980 \| \| 17603 \| 17603 \| \| 1985 \| 1985 \| \| 19511 \| 19511 \| \| 1990 \| 1990 \| \| 22186 \| 22186 \| \| 1995 \| 1995 \| \| 23457 \| 23457 \| \| 2000 \| 2000 \| \| 25228 \| 25228 \| \| 2005 \| 2005 \| \| 27397 \| 27397 \| \| 2010 \| 2010 \| \| 30114 \| 30114 \| \| 2015 \| 2015 \| \| 32380 \| 32380 \| \| Sursa: SCB - Statistika Centralbyrån, Folkmängd efter region, civilstånd, ålder och kön. År 1968–2016 \| \| \| \| \| |      |  |           |       |
| Evoluția demografică în comuna Vallentuna, 1970–2015 |      |  |           |       |
| An |      |  | Locuitori |       |
| 1970 | 1970 |  | 12711     | 12711 |
| 1975 | 1975 |  | 14886     | 14886 |
| 1980 | 1980 |  | 17603     | 17603 |
| 1985 | 1985 |  | 19511     | 19511 |
| 1990 | 1990 |  | 22186     | 22186 |
| 1995 | 1995 |  | 23457     | 23457 |
| 2000 | 2000 |  | 25228     | 25228 |
| 2005 | 2005 |  | 27397     | 27397 |
| 2010 | 2010 |  | 30114     | 30114 |
| 2015 | 2015 |  | 32380     | 32380 |
| Sursa: SCB - Statistika Centralbyrån, Folkmängd efter region, civilstånd, ålder och kön. År 1968–2016 |      |  |           |       |